# Commerzbank
Commerzbank AG is op een na de grootste bank in Duitsland, met meer dan 51000 werknemers. Het hoofdkantoor is gevestigd in Frankfurt am Main het concern is een van de grootste partijen op de hypotheekmarkt. Na de overname van de Dresdner Bank van Allianz op 11 mei 2009 is de nieuwe Commerzbank de op een na grootste bank in Duitsland.

## Activiteiten
Commerzbank is na Deutsche Bank de grootste bank in Duitsland. Per jaareinde 2024 had het een balanstotaal van 555 miljard euro en telde het 39.000 (2020: 47.718 en in 2015: 51.305) medewerkers waarvan 14.000 in het buitenland.
De bank is actief wereldwijd en heeft kantoren in ruim 40 landen. Het heeft ongeveer 11 miljoen particulieren als klant in Duitsland, en de internetbank mBank heeft bijna zes miljoen klanten in Polen, Tsjechië en Slowakije. De kernactiviteiten zijn verdeeld over twee onderdelen:
- Private and Small-Business Customers, particuliere relaties en midden- en kleinbedrijf
- Corporates Customers, idem voor grote zakelijke klanten

De bank is beursgenoteerd en heeft een notering aan diverse Duitse effectenbeurzen, waarvan die in Frankfurt het meest belangrijk is. Verder worden ADR's verhandeld in de Verenigde Staten. Het aandeel is opgenomen in de DAX-index. De Duitse staat had in 2023 nog een aandelenbelang van ruim 15% in de bank. In september 2024 werd bekend dat de Duitse overheid plannen heeft om ongeveer een derde deel van het aandelenbelang te verkopen. Korte tijd later maakte de Italiaanse bank UniCredit bekend 9% van de aandelen Commerzbank in handen te hebben.

## Geschiedenis
In 1870 werd de bank opgericht door een groep handelaren en bankiers. De Commerz- und Disconto-Bank had Hamburg als vestigingsplaats. Rond de eeuwwisseling begon Berlijn een belangrijker plaats in te nemen. Naast de uitbreiding van het eigen kantorennetwerk werd in 1920 de Mitteldeutsche Privat-Bank, een regionale bank met het hoofdkantoor in Maagdenburg, overgenomen en in 1929 volgde de Mitteldeutsche Creditbank uit Frankfurt am Main. Tijdens de bankencrisis dwong de overheid een fusie af met Barmer Bank-Verein Hinsberg, Fischer & Co. in Düsseldorf. In 1940 kwam de naam Commerzbank Aktiengesellschaft in gebruik.
Na de Tweede Wereldoorlog werd het land verdeeld over de vier geallieerden. In de DDR werden de bankonderdelen van Commerzbank genationaliseerd, en in het westen werd de bank opgesplitst in drie regionale banken, een per geallieerde zone. Dit laatste was van korte duur en in 1958 werden de eerste banken alweer samengevoegd onder de oude naam Commerzbank AG met het hoofdkantoor in Düsseldorf. Vanaf de jaren zeventig werden meer activiteiten in Frankfurt geconcentreerd en in 1990 werd dit ook de locatie voor het hoofdkantoor.
Eurohypo werd in augustus 2002 gecreëerd door het samenvoegen van de hypotheekbanken Eurohypo van Deutsche Bank, Rheinhyp van Commerzbank en Deutsche Hypo van Dresdner Bank. Alle drie hadden destijds ongeveer een even groot belang in de nieuwe combinatie. Doordat niemand een meerderheidsbelang had, hoefde ook geen van de drie banken Eurohypo te consolideren. Dit paste in het plan Eurohypo te verkopen door de aandelen naar de beurs toe te brengen waardoor de drie banken hun belang zouden verkleinen. Eind 2005 deed Commerzbank een bod op de 66% van de aandelen Eurohypo die het nog niet in bezit had. Het bod had een waarde van 4,5 miljard euro. Eurohypo had op dat moment voor 148 miljard euro aan leningen bij klanten uitstaan en telde 2375 medewerkers.
In 2008 besluit Commerzbank voor bijna 10 miljard euro Dresdner Bank over te nemen. Allianz, de moeder van Dresdner Bank, blijft grootaandeelhouder met een belang van 30% in de nieuwe combinatie. De nieuwe bank is met een balanstotaal van 1.117 miljard euro de tweede bank van Duitsland, maar met meer dan 11 miljoen klanten is zij groter dan de Deutsche Bank. Commerzbank wil na de acquisitie een jaarlijkse kostenbesparing realiseren van 1,9 miljard euro vooral door het ontslag van 9.000 van de 72.000 medewerkers. De overname werd op 11 mei 2009 definitief.
Na het uitbreken van de kredietcrisis kwam Commerzbank in financiële problemen mede door Eurohypo. Het onroerend goed daalde in waarde waardoor de hypotheekbank met kredietverliezen werd geconfronteerd. Vanaf november 2011 mocht Eurohypo geen nieuwe leningen meer verstrekken en een half jaar later viel het besluit Eurohypo op te heffen. In 2012 werd een apart onderdeel, Non-Core Assets, opgericht. Hierin zijn de activiteiten gebundeld waarvan de bank afscheid wil nemen. Dit betreffen vooral leningen voor commercieel onroerend goed, schepen en aan overheidsinstanties. Dit is gelukt en in 2016 zijn de resterende leningen weer ondergebracht bij de kernactiviteiten.
In december 2014 betaalde de bank US$ 1,45 miljard aan de Amerikaanse autoriteiten wegens illegale handelspraktijken met onder andere Iran.
In 2020 werd Manfred Knof de nieuwe bestuursvoorzitter. Al snel na zijn aantreden maakte hij het plan bekend 10.000 banen te schrappen en de helft van alle vestigingen te willen sluiten. Om de klanten tot dienst te blijven gaat de bank het digitale dienstenaanbod fors uitbreiden. De reorganisatie moet in 2024 zijn afgerond.
In 2022 heeft UniCredit duidelijk interesse getoond om Commerzbank over te nemen. Bestuursvoorzitter Andrea Orcel van UniCredit ging het gesprek aan, maar zijn voorganger, Jean Pierre Mustier, werkte ook aan een mogelijke overname, maar stuitte op politieke weerstand. In september 2024 had UniCredit een aandelenbelang van 9% opgebouwd.
In februari 2025 maakte Commerzbank bekend te gaan snijden in het personeel. Tot 2028 verdwijnen er zo'n 3900 arbeidsplaatsen, dat is ongeveer 10% van het totaal, waarvan 3300 in Duitsland. Met deze ontslagronde wil Commerzbank de winst verhogen om zo sterker te staat tegen een mogelijke overname van UniCredit.